# Federico Ricci
Federico Ricci (Róma, 1994. május 27. –) olasz labdarúgó, a Reggina játékosa.

## Pályafutása
Az AS Roma saját nevelésű labdarúgója, itt debütált a felnőttek között az olasz élvonalban. 2014 júliusában kölcsönbe került a Crotone csapatához. 2016. augusztus 31-én a Sassuolo vette kölcsönbe, majd 2017. június 30-án végleg szerződtették. Augusztus 31-én a Genoa csapata vette kölcsön. 2018 januárjában ismét a Crotone játékosa lett, de ismét csak kölcsönben. Augusztus 2-án egy szezonra a Benevento együttesébe került. 2019 júliusában a Spezia klubját erősítette. 2021. január 12-én 6 hónapra vette kölcsön az AC Monza csapata. Július 31-én szerződtette a csapata.

## Válogatott
2014. január 13-án hívták először be az Olasz U20-as labdarúgó-válogatottba.

## Statisztika
| Klub     | Szezon   | Bajnokság | Bajnokság | Kupa  | Kupa | Nemzetközi | Nemzetközi | Összesen | Összesen |
| Klub     | Szezon   | Mérk.     | Gól       | Mérk. | Gól  | Mérk.      | Gól        | Mérk.    | Gól      |
| -------- | -------- | --------- | --------- | ----- | ---- | ---------- | ---------- | -------- | -------- |
| AS Roma  | 2012-13  | 0         | 0         | 0     | 0    | 0          | 0          | 0        | 0        |
| AS Roma  | 2013-14  | 4         | 0         | 0     | 0    | 0          | 0          | 4        | 0        |
| Crotone  | 2014-15  | 4         | 0         | 1     | 0    | –          | –          | 5        | 0        |
| Összesen | Összesen | 8         | 0         | 1     | 0    | 0          | 0          | 9        | 0        |

## Magánélete
Ikertestvére, Matteo Ricci szintén labdarúgó, együtt nevelkedtek a Roma akadémiáján, jelenleg a Spezia labdarúgója, valamint korosztályos válogatott játékos.

## További hivatkozások
- Federico Ricci adatlapja a Soccerway oldalon (angolul)
- Federico Ricci adatlapja a Transfermarkt oldalon (angolul)